# 32e Groupe-brigade du Canada
Le 32e Groupe-brigade du Canada' (32e GBC) (32 Canadian Brigade Group en anglais) est un groupe-brigade de la Première réserve de l'Armée canadienne des Forces armées canadiennes. Il fait partie de la 4e Division du Canada et est basé à Toronto en Ontario. Il comprend une douzaine d'unités réparties dans différentes villes ontariennes.

## Unités
| Nom                                                                    | Type                   | Ville(s)                              |
| ---------------------------------------------------------------------- | ---------------------- | ------------------------------------- |
| The Governor General's Horse Guards                                    | Reconnaissance         | Toronto                               |
| The Queen's York Rangers (1st American Regiment) (RCAC)                | Reconnaissance         | Toronto et Aurora                     |
| 7th Toronto Regiment, RCA (en)                                         | Artillerie de campagne | Toronto                               |
| 56th Field Artillery Regiment, RCA (en)                                | Artillerie de campagne | Brantford                             |
| 32 Combat Engineer Regiment                                            | Génie de combat        | Toronto                               |
| 32 Signal Regiment                                                     | Communications         | Toronto et Borden                     |
| The Queen's Own Rifles of Canada                                       | Infanterie légère      | Toronto (centre-ville et Scarborough) |
| The Royal Regiment of Canada                                           | Infanterie légère      | Toronto                               |
| The Lincoln and Welland Regiment                                       | Infanterie légère      | Saint Catharines et Welland           |
| The Lorne Scots (Peel, Dufferin and Halton Regiment)                   | Infanterie légère      | Brampton, Oakville et Georgetown      |
| 48th Highlanders of Canada                                             | Infanterie légère      | Toronto                               |
| The Toronto Scottish Regiment (Queen Elizabeth The Queen Mother's Own) | Infanterie légère      | Toronto et Mississauga                |
| 32e Bataillon des services                                             | Logistique             | Toronto                               |

## Histoire
Le 32e Groupe-brigade du Canada a été créé le 1er avril 1997 lors d'une restructuration importante de l'Armée canadienne créant dix groupes-brigades de la Première réserve.